# Donald Peterman
Donald William Peterman  (Los Angeles, 3 de janeiro de 1932 -  Palos Verdes Estates, 5 de fevereiro de 2011) foi um diretor de fotografia norte-americano, conhecido por seus trabalhos em Flashdance, Men in Black e Star Trek IV: The Voyage Home.